# به‌وه
به‌وه (به فرانسوی: Bavay) یک کمون در فرانسه است که در نر (دپارتمان فرانسه) واقع شده‌است. به‌وه ۱۰٫۱۲ کیلومتر مربع مساحت دارد ۱۲۳ متر بالاتر از سطح دریا واقع شده‌است.